# Guglielmo Carubbi
Guglielmo Carubbi (29 de agosto de 1908-18 de octubre de 1964) fue un deportista italiano que compitió en remo. Ganó dos medallas de oro en el Campeonato Europeo de Remo, en los años 1927 y 1930.

## Palmarés internacional
| Campeonato Europeo | Campeonato Europeo | Campeonato Europeo | Campeonato Europeo |
| Año                | Lugar              | Medalla            | Prueba             |
| ------------------ | ------------------ | ------------------ | ------------------ |
| 1927               | Como (Italia)      | Medalla de oro     | Ocho con timonel   |
| 1930               | Lieja (Bélgica)    | Medalla de oro     | Dos con timonel    |